# Obłok międzygwiazdowy

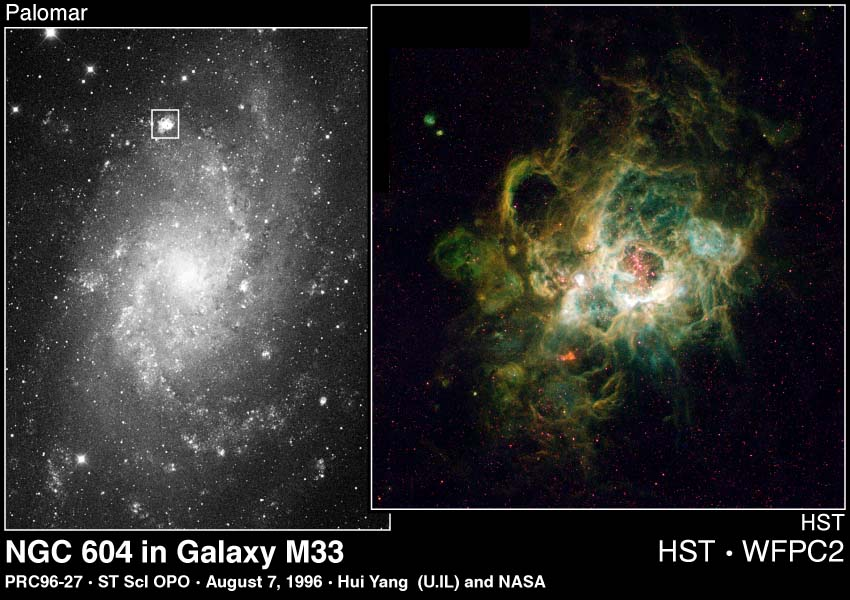
Ponad 200 nowo utworzonych gwiazd zostało porozrzucanych wewnątrz przypominającego jamę, gazowego obłoku międzygwiazdowego (NGC 604). Gwiazdy, które napromieniają gaz energetycznym światłem ultrafioletowym powodują obnażenie atomów z elektronów i powodując powstanie charakterystycznego jarzenia się mgławicy.

Obłok międzygwiazdowy – lokalne zagęszczenia gazu i pyłu w ośrodku międzygwiazdowym, głównym budulcem obłoków jest wodór. W zależności od gęstości i temperatury obłoku wodór może występować w stanie podstawowym (wodór atomowy H.), zjonizowanym (jony H+.) lub cząsteczkowym (H2.). Obłok o małej gęstości nazywany jest pyłem międzygwiazdowym lub po prostu pyłem.
Przykładem obłoku międzygwiazdowego jest ciało niebieskie o nazwie NGC 604.
W obłoku tym istnieje ok. 200 rodzących się gwiazd. Gwiazdy te wysyłają promieniowanie ultrafioletowe, które wybija elektrony z atomów, powodując charakterystyczne świecenie mgławicy.

## Skład chemiczny
Analiza składu chemicznego obłoków międzygwiazdowych jest możliwa dzięki promieniowaniu elektromagnetycznemu, które wysyłają lub odbijają i dociera ono do Ziemi. Duże radioteleskopy astronomiczne badają intensywność poszczególnych częstotliwości promieniowania elektromagnetycznego (widmo), które jest charakterystyczne dla każdego atomu i związku chemicznego.
Niektóre obłoki międzygwiazdowe są zimne i promieniują w zakresie mikrofal (patrz. ciało doskonale czarne), cieplejsze promieniują w podczerwieni, w gorących obłokach często występują jony, wytwarzające promieniowanie w zakresie widzialnym i w ultrafiolecie. Porównując charakterystyczne dla danego związku widmo z widmem odebranym z kosmosu można określić stężenie danego związku chemicznego lub pierwiastka znajdującego się w obłoku.
Na tej podstawie tworzy się mapki stężenia tych cząsteczek, które służą do analizy różnorodności składu chemicznego obłoków.
Do niedawna sądzono, że szybkości reakcji chemicznych zachodzących w obłokach są bardzo małe, ze względu na panujące w nich niskie temperatury i duże rozproszenie materii. Co prawda, od dawna wiedziano już, że skład chemiczny obłoków jest dość złożony, nikt się jednak nie spodziewał występowania tam bardziej złożonych związków organicznych. Zwykle reakcje prowadzące do takich związków wymagają bowiem znacznie wyższych temperatur i ciśnień, od tych, które panują w obłokach. Fakt wykrycia takich molekuł dowodzi, że reakcje chemiczne w obłokach zachodzą szybciej niż dotąd sądzono. Reakcje te są badane obecnie w ramach eksperymentu CRESU.